# Върба (област Смолян)
Вижте пояснителната страница за други значения на Върба.
Върба е село в Южна България. То се намира в община Мадан, област Смолян.

## География
Село Върба се намира в планински район.